# Superfície de Scherk

Animació de la primera i segona superfícies de Scherk transformant-se entre sí: són membres de la mateixa família associada de superfícies mínimes.

En matemàtiques, una superfície de Scherk (que duu el nom del matemàtic alemany Heinrich Scherk (1798-1885)) és un exemple de superfície mínima. Scherk va descriure dues superfícies mínimes embedades completes l'any 1834. La primera és una superfície doblement periòdica, i la segona és individualment periòdica. Van ser el tercer exemple no trivial de superfícies mínimes (les dues primeres van ser la catenoide i l'helicoide). Les dues superfícies són conjugades entre sí.
Les superfícies de Scherk van sorgir en l'estudi de certs problemes de superfícies mínimes limitants i en l'estudi de difeomorfismes harmònics de l'espai hiperbòlic.

## La primera superfície de Scherk
La primera superfície de Scherk és asimptòtica a dues famílies infinites de plans paral·lels, ortogonals entre sí, que es troben a prop de z=0 en un patró de tauler d'escacs d'arcs pont. Conté un nombre infinit de línies verticals rectes.

### Construcció d'una superfície Scherk simple

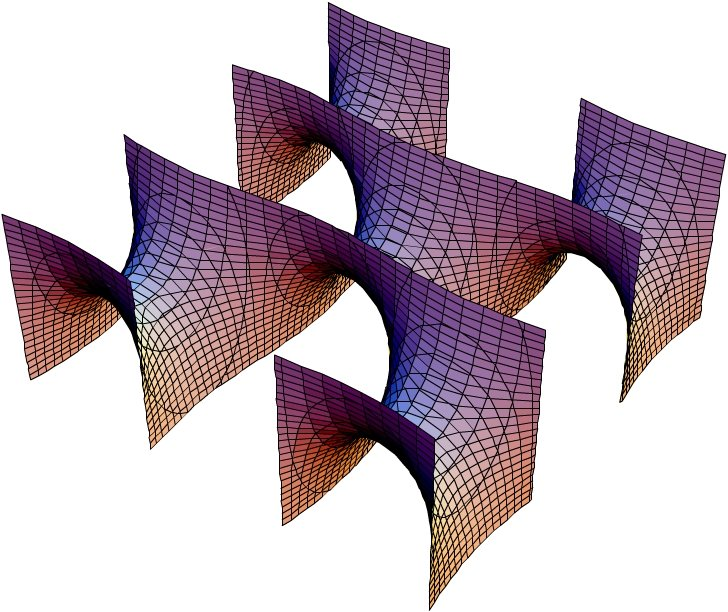
Cinc cel·les unitàries col·locades juntes

Consideri's el següent problema de superfície mínima en un quadrat en el pla euclidià: per a un nombre natural n donat, trobar una superfície mínima Σn com a gràfica d'alguna funció
{\displaystyle u_{n}:\left(-{\frac {\pi }{2}},+{\frac {\pi }{2}}\right)\times \left(-{\frac {\pi }{2}},+{\frac {\pi }{2}}\right)\to \mathbb {R} }
tal que
{\displaystyle \lim _{y\to \pm \pi /2}u_{n}\left(x,y\right)=+n{\text{for }}-{\frac {\pi }{2}}<x<+{\frac {\pi }{2}},}
{\displaystyle \lim _{x\to \pm \pi /2}u_{n}\left(x,y\right)=-n{\text{for }}-{\frac {\pi }{2}}<y<+{\frac {\pi }{2}}.}
És a dir, un satisfpa la condició de superfície mínima
{\displaystyle \mathrm {div} \left({\frac {\nabla u_{n}(x,y)}{\sqrt {1+|\nabla u_{n}(x,y)|^{2}}}}\right)\equiv 0}
i
{\displaystyle \Sigma _{n}=\left\{(x,y,u_{n}(x,y))\in \mathbb {R} ^{3}\left|-{\frac {\pi }{2}}<x,y<+{\frac {\pi }{2}}\right.\right\}.}
Quina és, en tot cas, la superfície límit quan n tendeix a infinit? La resposta la va donar H. Scherk l'any 1834: la superfície límit Σ és la gràfica de
{\displaystyle u:\left(-{\frac {\pi }{2}},+{\frac {\pi }{2}}\right)\times \left(-{\frac {\pi }{2}},+{\frac {\pi }{2}}\right)\to \mathbb {R} ,}
{\displaystyle u(x,y)=\log \left({\frac {\cos(x)}{\cos(y)}}\right).}
És a dir, la superfície de Scherk sobre el quadrat és
{\displaystyle \Sigma =\left\{\left.\left(x,y,\log \left({\frac {\cos(x)}{\cos(y)}}\right)\right)\in \mathbb {R} ^{3}\right|-{\frac {\pi }{2}}<x,y<+{\frac {\pi }{2}}\right\}.}

### Superfícies de Scherk més generals
Es poden considerar problemes de superfícies mínimes similars en altres quadrilàters en el pla euclidià. També es pot considerar el mateix problema amb quadrilàters en el pla hiperbòlic. L'any 2006, Harold Rosenberg i Pascal Collin van utilitzar superfícies hiperbòliques de Scherk per contruir un difeomorfisme harmònic des del pla complex al pla hiperbòlic (el disc unitari amb la mètrica hiperbòlica), refutant així la conjectura de Schoen–Yau.

## Segona superfície de Scherk

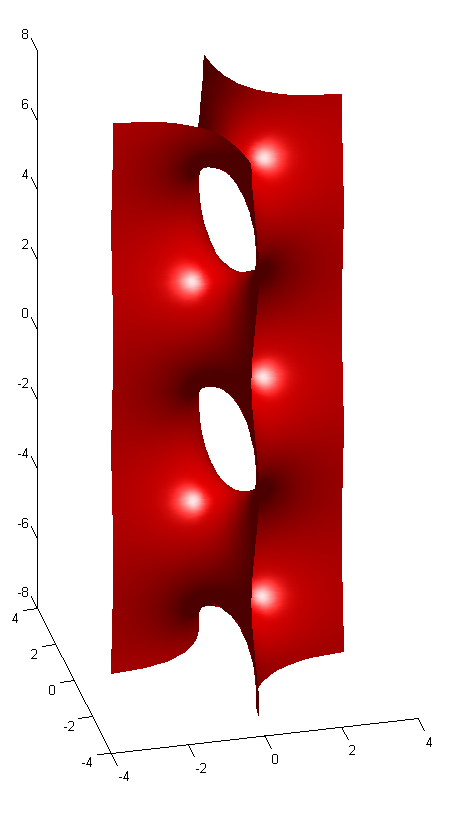
Segona superfície de Scherk

La segona superfície de Scherk se sembla globalment a dos plans ortogonals la intersecció dels quals consisteix en una seqüència de túnels en direccions alternes. Les seves intereseccions amb plans horitzontal consisteixen en hipèrboles alternes.
Té equació implícita:
{\displaystyle \sin(z)-\sinh(x)\sinh(y)=0}
i la seva parametrització de Weierstrass-Enneper té la forma {\displaystyle f(z)={\frac {4}{1-z^{4}}}}, {\displaystyle g(z)=iz}; i es pot parametritzar com:
{\displaystyle x(r,\theta )=2\Re (\ln(1+re^{i\theta })-\ln(1-re^{i\theta }))=\ln \left({\frac {1+r^{2}+2r\cos \theta }{1+r^{2}-2r\cos \theta }}\right)}
{\displaystyle y(r,\theta )=\Re (4i\tan ^{-1}(re^{i\theta }))=\ln \left({\frac {1+r^{2}-2r\sin \theta }{1+r^{2}+2r\sin \theta }}\right)}
{\displaystyle z(r,\theta )=\Re (2i(-\ln(1-r^{2}e^{2i\theta })+\ln(1+r^{2}e^{2i\theta }))=2\tan ^{-1}\left({\frac {2r^{2}\sin 2\theta }{r^{4}-1}}\right)}
per a {\displaystyle \theta \in [0,2\pi )} i {\displaystyle r\in (0,1)}. Això dona un període de la superfície, que pot llavors estendre's en la direcció z per simetria.
H. Karcher ha generalitzat la superfície en la família de la torre de selles de superfícies mínimes periòdiques.
De manera certament imprecisa, aquesta superfície es denomina ocasionalment la cinquena superfície de Scherk en la bibliografia. Per minimitzar la confusió, és útil referir-s'hi com superfície periòdica única de Scherk o torre de Scherk.